# Elaphropoda nuda
Elaphropoda nuda är en biart som först beskrevs av Radoszkowski 1882.  Elaphropoda nuda ingår i släktet Elaphropoda och familjen långtungebin. Inga underarter finns listade i Catalogue of Life.